# Gangtou, Fujian
Gangtou (kinesiska: 港头) är en köping i sydöstra Kina. Den ligger i Fuqing i staden Fuzhou i provinsen Fujian, omkring 61 kilometer söder om provinshuvudstaden Fuzhou. Antalet invånare är 57 888. Befolkningen består av 28 871 kvinnor och 29 017 män. Barn under 15 år utgör 17,0 %, vuxna 15-64 år 71 %, och äldre över 65 år 10,0 %.